# Stopplaats Holleweg
Stopplaats Holleweg is een voormalige halte aan de Staatslijn A. De stopplaats lag tussen de huidige stations Dieren en Rheden. Ze werd geopend op 2 februari 1865 en gesloten op 1 januari 1928.
Stopplaats Holleweg werd bijna alleen gebruikt door wandelaars die als bestemming de nabijgelegen Onzalige Bossen hadden. Tevens werd deze halte gebruikt ten behoeve van Kasteel Middachten.